# Geologické kladivo

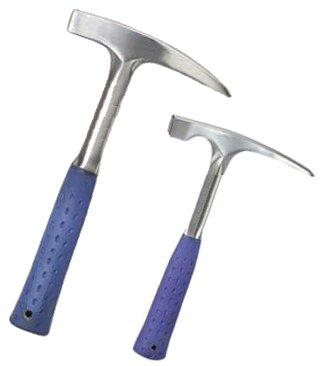
Vlevo klasické geologické kladivo s ostrým hrotem, vpravo paleontologické kladivo s plochým hrotem. Obě kladiva jsou vyrobena z jednoho kusu kovu a mají pogumovanou rukojeť.

Geologické kladivo je kladivo, které se používá na štípání a lámání hornin, což je třeba při odběru vzorků a sledování čerstvého (nezvětralého) lomu hornin. Geologické kladivo, stejně jako většina kladiv, má dvě hlavy, jednu na každé straně. Nejkvalitnější geologická kladiva jsou ukována z jednoho kusu kalené oceli. Tato kladiva jsou robustní a mají velkou trvanlivost.
Kladivo kromě toho slouží jako měřítko při fotografování a zakreslování terénních schémat, při začišťování výchozů. Je to běžný a užitečný, avšak ne bezpodmínečně nutný nástroj každého geologa.
Geologické kladivo má jedno nebo dvě čela (plošky používané pro údery). Hmotnost hlavy se pohybuje v rozmezí od 225 gramů do 680 gramů. Hmotnost 450 gramů je často uváděna jako dostačující pro všechny typy hornin. Obecně se kladiva s celkovou hmotností do 0,75 kg považují za nedostatečně těžká a vhodná pouze pro práci v měkkých horninách. Univerzálnější jsou kladiva s celkovou hmotností kolem 1 kg. Geologové pracující v terénech tvořených vyvřelými horninami, které jsou podstatně pevnější, nosí většinou těžší kladiva o hmotnosti 2 kg, nebo pokud to okolnosti dovolí, nosí jedno klasické a jedno těžší (2 až 5 kg) kladivo s oběma tupými konci – palici. Tou je možné je možné odštěpit i kusy nejpevnějších hornin.
V Evropě jsou upřednostňována kladiva s jedním plochým čelem (tupou stranou) a druhou stranou ostrou, vhodnou k sekání. V současnosti jsou rozšířena celokovové kladiva s pogumovanou nebo kůží potaženou rukojetí. Kladiva s dřevěnou násadou jsou pružnější, vyžadují však více údržby a nejsou stejně trvanlivá. Dřevo násady by mělo být tvrdé ale ne křehké, vhodné je např. dřevo dřínu, jasanu nebo jeřabin. Někteří geologové upřednostňují dřevěnou násadu, protože si ji mohou upravit podle vlastních potřeb a kladivo s dlouhou násadou pak může sloužit při podpírání při chůzi, což je vhodné zejména v členitém a strmém terénu. Dřevěnou násadu lze různým způsobem upravovat, např. na ní vyznačit dílky měřítka, což je využíváno při zakreslování nebo fotografování odkryvů a hornin.
Geologické kladivo se liší od paleontologického kladiva tvarem hlavy kladiva. Geologická kladiva mají jedno čelo (plochá strana) a jeden ostrý hrot. Paleontologické kladivo mívá jednu stranu plochou a druhou ve tvaru dláta, čímž je prakticky totožné s klasickými zednickými kladivy. Plochý dlátovitý hrot se používá ke štípání břidličnatých hornin, protože je vhodnější než klasický ostrý hrot geologického kladiva. Plochý hrot je také vhodný při začišťování odkryvů nebo kopání v měkkčích horninách.

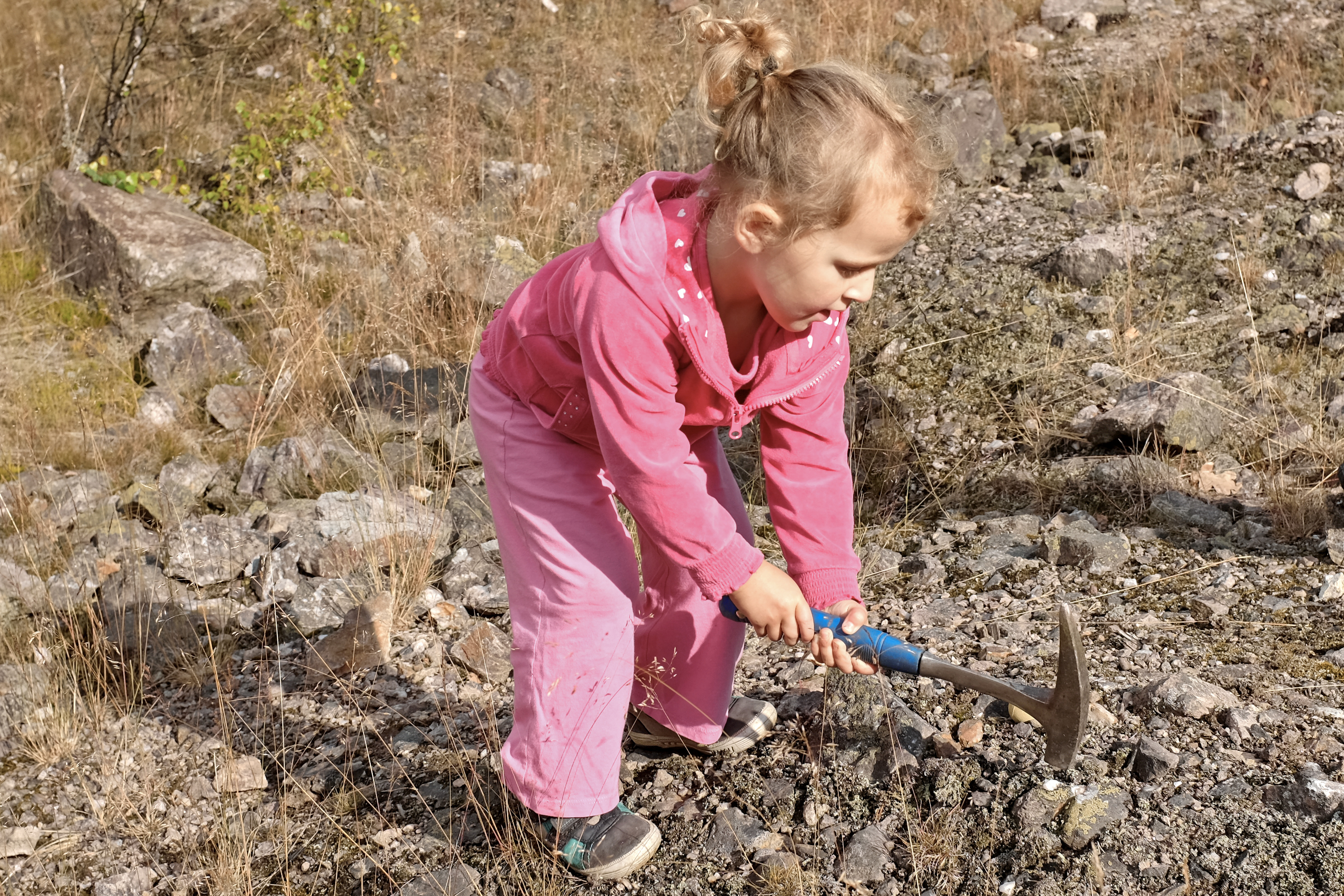
Geolog začátečník při práci s geologickým kladivem